# Zamia purpurea
Zamia purpurea — вид голонасінних рослин класу Саговникоподібні (Cycadopsida).
Етимологія: названий з посиланням на глибоко-червонувато-фіолетові листки, що розвиваються і пурпурні молоді шишки.

## Опис
Стовбур підземний, 3–5 см діаметром. Катафіли двох типів, широко трикутні 1–2 см завдовжки або вузько трикутні 2–4 см завдовжки. Листків 2–6, довжиною 0,20–1 м; черешок довжиною 10–50 см, від рідко до густо вкритий колючками; хребет з 3–6 парами листових фрагментів, яскраво-червонувато-фіолетовий спочатку і часто коричнево-зелений, коли зрілий. Листові фрагменти від еліптичних до довгасто-еліптичних, клиновиді біля основи, загострені на вершині, поля пилчасті у верхній половині, середні листові фрагменти 10–25 см завдовжки, 2–8 см завширшки. Пилкові шишки світло-коричневі, коротко черешчаті, від конічних до циліндричних, довжиною 2,5–3,5 см, 0,8–1 см діаметром. Насіннєві шишки від пурпурового до пурпурово-коричневого кольору, на коротких ніжках, від яйцеподібних до циліндричних, завдовжки 6–8 см, 3–4 см діаметром. Насіння червоне, яйцевиде, 0,7 см завширшки.
Число хромосом 2n = 22.

## Поширення, екологія
Цей вид відомий тільки з дуже небагатьох пунктів у штатах Оахака і Веракрус (район Укспанапа), Мексика. Цей вид росте в основному у вічнозелених або майже вічнозелених дощових лісах як підлісок.

## Загрози й охорона
Руйнування довкілля внаслідок вирубування для сільськогосподарських культур та випасання худоби вплинули на рослини в дикій природі. Zamia purpurea практично зникла в дикій природі через браконьєрство.